# Ewokacja kwitnienia
Ewokacja kwitnienia, inicjacja kwitnienia – proces fizjologiczny zachodzący w wierzchołku wzrostu prowadzący do jego przekształcenia z formy wegetatywnej do generatywnej.
Proces rozpoczynany jest przez dotarcie do wierzchołka induktora kwitnienia. Induktor powstaje w fazie poprzedzającej ewokację określanej jako etap indukcji. Indukcja może zachodzić w wyniku zmian długości dnia i nocy – indukcja fotoperiodyczna, okresu chłodu – indukcja termiczna lub samorzutnie. Wytworzenie induktora kończy okres młodociany wzrostu roślin i rozpoczyna fazę dojrzałości. Efektem pojawienia się induktora kwitnienia w stożku wzrostu jest wzrost aktywności mitotycznej początkowo komórek położonych pod strefą centralną, a następnie także w regionach peryferycznych. U Sinapis i Pharbitis nil największą aktywność podziałową obserwowano po 26 godzinach od indukcji. Pierwsza fala mitoz jest niezbędnym etapem ewokacji i jest uznawana za początek tego procesu. Po zwolnieniu aktywności podziałowej w komórkach merystemu wierzchołkowego wzrasta zawartość DNA oraz zachodzi intensywna synteza białek histonowych. Etap ten rozpoczyna się 34-38 godzin od indukcji. Po 62 godzinach dochodzi do kolejnego zwiększenia aktywności podziałowej komórek stożka wzrostu. Druga fala mitoz łączy się ze zmianami metabolicznymi i modyfikacją ultrastruktury komórek merystemu. Powiększeniu ulegają jądra komórkowe, w których dyspersji ulega chromatyna oraz w wyniku intensywnej syntezy RNA powiększają się jąderka. Wytwarzane są także rybosomy i dochodzi do powiększenia mitochondriów. W merystemie wierzchołkowym wzrasta zawartość fitohormonów: giberelin, cytokinin, poliamin oraz zwiększa się wrażliwość komórek na te substancje. Podobnie jak wzrost aktywności podziałowej zmiany metaboliczne i cytologiczno-histologiczne rozpoczynają się w centrum merystemu i z czasem obejmują jego strefy peryferyczne.
Wraz z drugą fala mitoz rozpoczyna się powstawanie podkwiatków i zawiązków kwiatowych. Zawiązek kwiatowy powstaje z górnej części merystemu. Część dolna, merystem dna kwiatowego zapoczątkowuje rozwój dna kwiatowego wytwarzającego oś kwiatu lub kwiatostan. Wykształcenie zawiązków kwiatowych kończy fazę ewokacji i rozpoczyna fazę morfogenezy kwiatu.